# Udo Preuße
Udo Preuße (* 19. April 1945 in Niedersachswerfen) ist ein ehemaliger deutscher Fußballspieler. In der höchsten Spielklasse des DDR-Fußballs, der Oberliga, spielte er für den SC Turbine / FC Rot-Weiß Erfurt und den FC Carl Zeiss Jena. Mit Jena wurde Preuße 1968 und 1970 DDR-Fußballmeister. Er bestritt ein Spiel in der Fußballnationalmannschaft der DDR.

## Sportliche Laufbahn
Preuße begann sein fußballerische Laufbahn mit neun Jahren bei der Betriebssportgemeinschaft Chemie in seinem Heimatort Niedersachswerfen nahe der damaligen Kreisstadt Nordhausen. Nach seiner Schulausbildung absolvierte er eine Lehre als Kraftfahrzeugschlosser. In den Jahren 1962 und 1963 spielte er fünfmal in der DDR-Juniorennationalelf. Von 1963 bis 1966 spielte er in der Männermannschaft des sportlichen Leistungszentrum der Region, dem Oberligisten SC Turbine Erfurt. Mit der U-18 des SC Turbine gewann er 1963 den Junge-Welt-Pokal der Junioren. Schon mit 18 Jahren wurde er in den Oberligaspielen der Erfurter eingesetzt, doch gleich nach seiner ersten Spielzeit im Männerbereich stieg Preuße mit dem SC Turbine aus der Oberliga ab. Zwar gelang 1964/65 der sofortigen Wiederaufstieg aus der zweitklassigen Liga, doch konnte der Klassenerhalt im Folgejahr erneut nicht gesichert werden: der aus der Fußballsektion des SC Turbine herausgelöste Fußballclub Rot-Weiß Erfurt stieg zum zweiten Mal seit Preußes Mitwirken ab.
Daraufhin wechselte der 1,76 Meter große häufig als Linksverteidiger aufgebotene Fußballer im Sommer 1966 mit der Empfehlung von 45 Erfurter Oberligaspielen zum Thüringer Spitzenclub FC Carl Zeiss Jena. Die Saison 1968/69 verlief für Preuße beim FC Carl Zeiss sehr erfolgreich. Die Mannschaft wurde mit fünf Punkten Vorsprung überlegener Fußballmeister, daran war Preuße mit 17 Punktspielen und einem Tor beteiligt. Am 22. Mai 1968 erreichten die Jenaer durch einen 2:1-Halbfinalsieg über den 1. FC Lokomotive Leipzig das Endspiel um den DDR-Fußballpokal. Am 9. Juni 1968 stand Preuße in der Endspielmannschaft, doch der FC Carl Zeiss verlor überraschend gegen den Außenseiter 1. FC Union Berlin mit 1:2.
In den ersten Jenaer Jahren trainiert Preuße unter Georg Buschner. Dieser wurde 1970 zugleich Trainer der DDR-Nationalmannschaft und machte es sich zur Angewohnheit, dort zahlreiche Spieler seines Clubs einzubauen. Davon profitierte auch Preuße, der bereits zwischen 1965 und 1967 sechs weitere Auswahlspiele in der Nachwuchsauswahl des DFV absolviert hatte. Er wurde am 26. Juli 1970 im Länderspiel DDR – Irak (5:0) in der 47. Minute für den Hallenser Bernd Bransch eingewechselt. Zu weiteren A-Länderspielberufungen kam es für ihn allerdings nicht mehr.

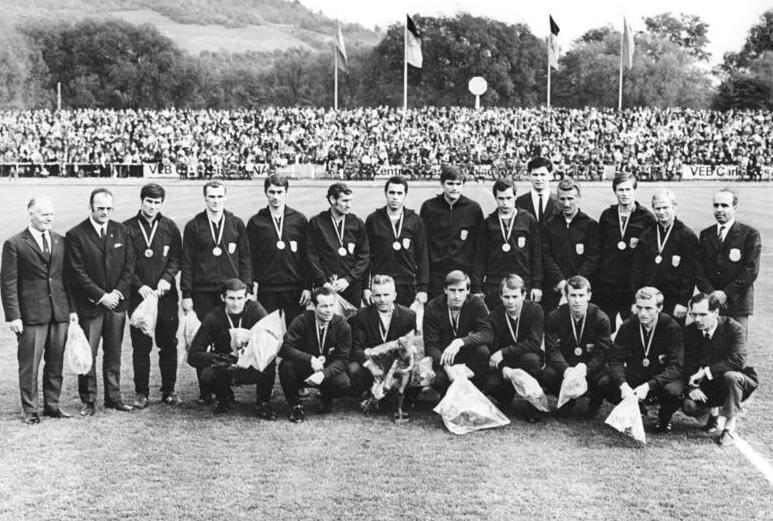
Udo Preuße (vordere Reihe, Vierter von rechts) mit FC Carl Zeiss Jena im Jahr 1970

Die Saison 1969/70 beendete der FC Carl Zeiss erneut als DDR-Meister. Diesmal hatte Preuße wesentlichen Anteil am Erfolg, er hatte 23 der 26 Punktspiele bestritten und als Verteidiger sogar fünf Tore erzielt. 1970 nahm er ein Studium zum Ingenieur für Meß- und Regeltechnik auf. Während eines Vorbereitungsspiels auf die Rückrunde der Saison 1971/72 gegen die BSG Motor Steinach erlitt Preuße einen Schien- und Wadenbeinbruch. Von dieser Verletzung konnte er sich nie wieder vollständig erholen und wurde bis zum Verlassen des Clubs nur noch in der 2. Mannschaft eingesetzt, obwohl er noch bis Sommer 1974 im Oberligaaufgebot des FCC geführt wurde. Ausnahme war ein Einsatz im FDGB-Pokal im Wettbewerb 1973/74.
Nach 141 Pflichtspielen, im Einzelnen 96 Oberligaspiele, 18 nationale und 27 internationale Pokalspiele, verließ Preuße am Ende der Saison 1975/76 den FC Carl Zeiss 31-jährig und schloss sich der zweitklassigen Ligagemeinschaft Motor Hermsdorf an. Später war er noch bei der BSG Chemie Jena aktiv.

## Trivia
Der frühere Jenaer Zweitligaprofi Christian Preuße ist sein Sohn.